# Al-Butayha

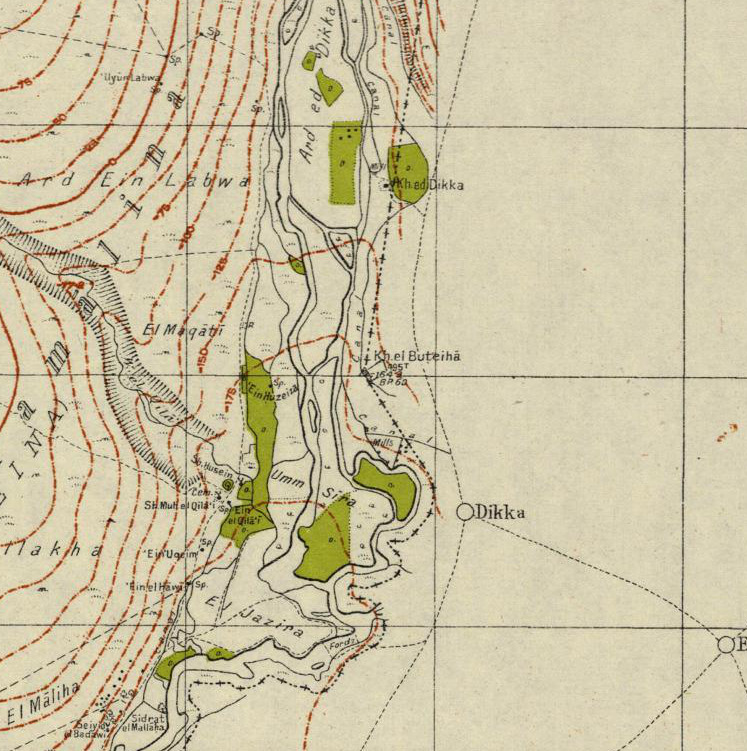
Cartina storica del 1940 di Al-Butayha

Al-Butayha o Butaiha (in arabo البطيحة‎?) era un insediamento arabo-palestinese situato nel sottodistretto di Safad. Fu spopolata durante la guerra civile del 1947-1948 nella Palestina mandataria il 4 maggio 1948 durante l'Operazione Matateh dal Primo Battaglione Palmach. È situata 13 km a sud-est di Safad, oltre che a circa un chilometro tra il fiume Giordano, oltre che poco a nord-est del lago di Tiberiade. Molti degli abitanti furono costretti a spingersi verso la Siria.